# Papilio cleotas
Papilio cleotas is een vlinder uit de familie van de pages (Papilionidae). De wetenschappelijke naam van de soort is voor het eerst geldig gepubliceerd in 1832 door John Edward Gray. Dit taxon wordt wel beschouwd als een ondersoort van Papilio menatius.